# Kup Hrvatske u bejzbolu 2007.
Hrvatski kup u bejzbolu 2007.
Igrao se unutar iste godine, odnosno, natjecanje nije bilo sezonsko.

## Sudionici
Sudionici su bili splitska "Nada SSM", zadarski "Donat", "Vindija" iz Varaždina, zagrebački "Zagreb" i "Novi Zagreb", sisački "Sisak" i karlovački "Kelteks" i "Grabrik".

## Natjecateljski sustav
Igralo se po jednostrukom kup-sustavu.

## Rezultati
- četvrtzavršnica

Grabrik - Nada SSM 8:1

Donat - Kelteks 0:15

Sisak - Zagreb 1:20

Vindija - Novi Zagreb 11:1
- poluzavršnica

14. srpnja

Kelteks - Vindija 4:1

Zagreb - Grabrik 6:1
- završnica

15. srpnja

Zagreb - Kelteks 6:2.
Pobjednik hrvatskog kupa za 2007. je bejbolaški klub "Zagreb", po treći puta uzastopce.